# Боровик бронзовий
Боровик бронзовий, боровик темно-каштановий (Boletus aereus) — вид базидіомікотових грибів родини болетові (Boletaceae). Гриб занесений у Червону книгу України.

## Поширення
Гриб росте у листяних лісах (дубових, грабових або букових). Поширений у Західній та Південній Європі. В Україні зустрічається в Тернопільській і Хмельницькій області та у Прикарпатті.

## Загальна характеристика
Шапинка 5–20 см у діаметрі, напівокругла, з віком опукла, подушкоподібна, бронзова з оливковим відтінком, шоколаднокоричнева, до чорно-коричневої, гладенька, з часом ямчаста, інколи зморщена, оксамитова, ніжноволокниста, суха, дещо ослизнюється при зволоженні, спочатку з покривленим, пізніше майже рівним краєм. Трубочки білі, згодом зеленкувато-жовті, з золотисто-бурим відтінком. Пори заокруглені, дрібні, до 1 мм у діаметрі у зрілих плодових тіл, білуваті, пізніше кремові, до оливково-жовтих, з буруватим відтінком, не синіють. Трубочки до 2 см завдовжки. Спори 11–17 × 4–9 мкм, вузько-еліпсоїдні, веретеноподібні, гладенькі, тонкостінні, жовтувато-бурі, з однією чи декількома краплинами олії. Споровий порошок тьмянооливково-зелений. Ніжка 5–13 × 2–4 см, спочатку майже бульбо- чи бочкоподібна, з віком циліндрична, іноді булавоподібна, міцна, виповнена, темно-бура (світліша від шапинки), сітчаста (у верхній частині сітка біла, біля основи бура), при зрізуванні її м'якуш дещо темніє. М'якуш білий, при пошкодженні його колір не змінюється, дуже щільний і твердий у молодих плодових тіл, м'якшає при дозріванні, з грибним запахом, приємним смаком. Плодові тіла з'являються в червні–жовтні. Мікоризоутворювач. Цінний їстівний гриб.

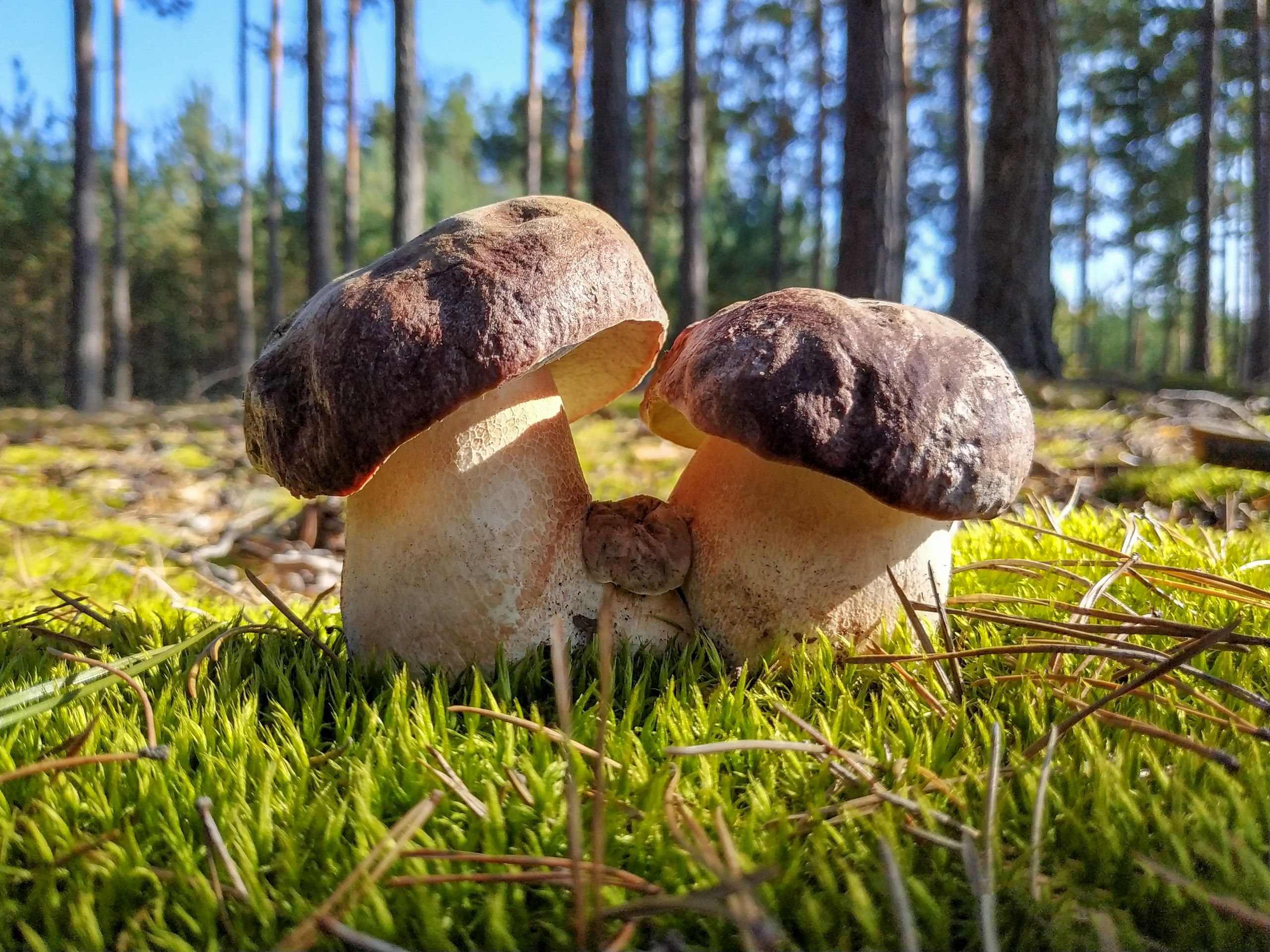
Три боровика
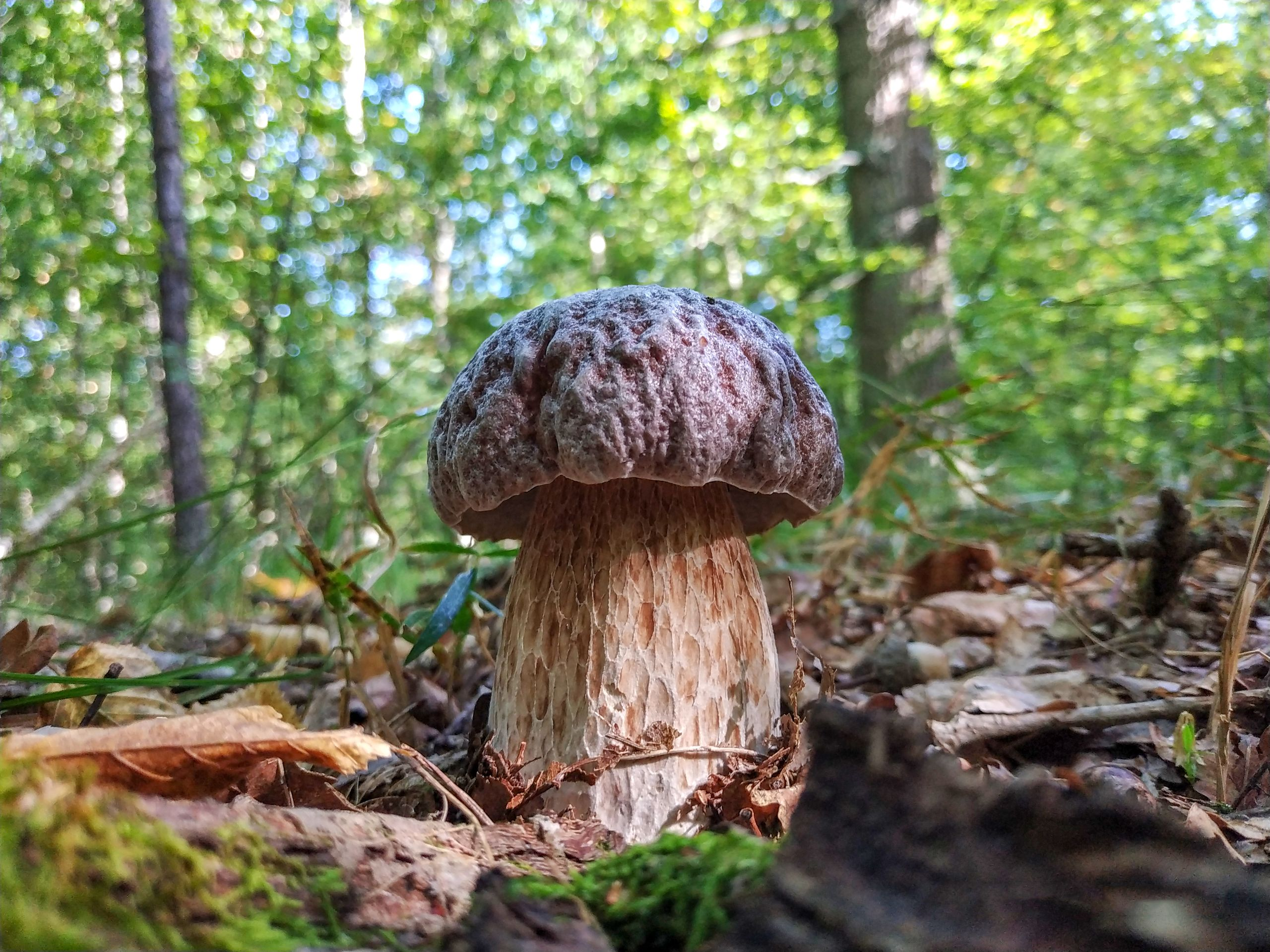
Боровик бронзовий (Рівненська область)
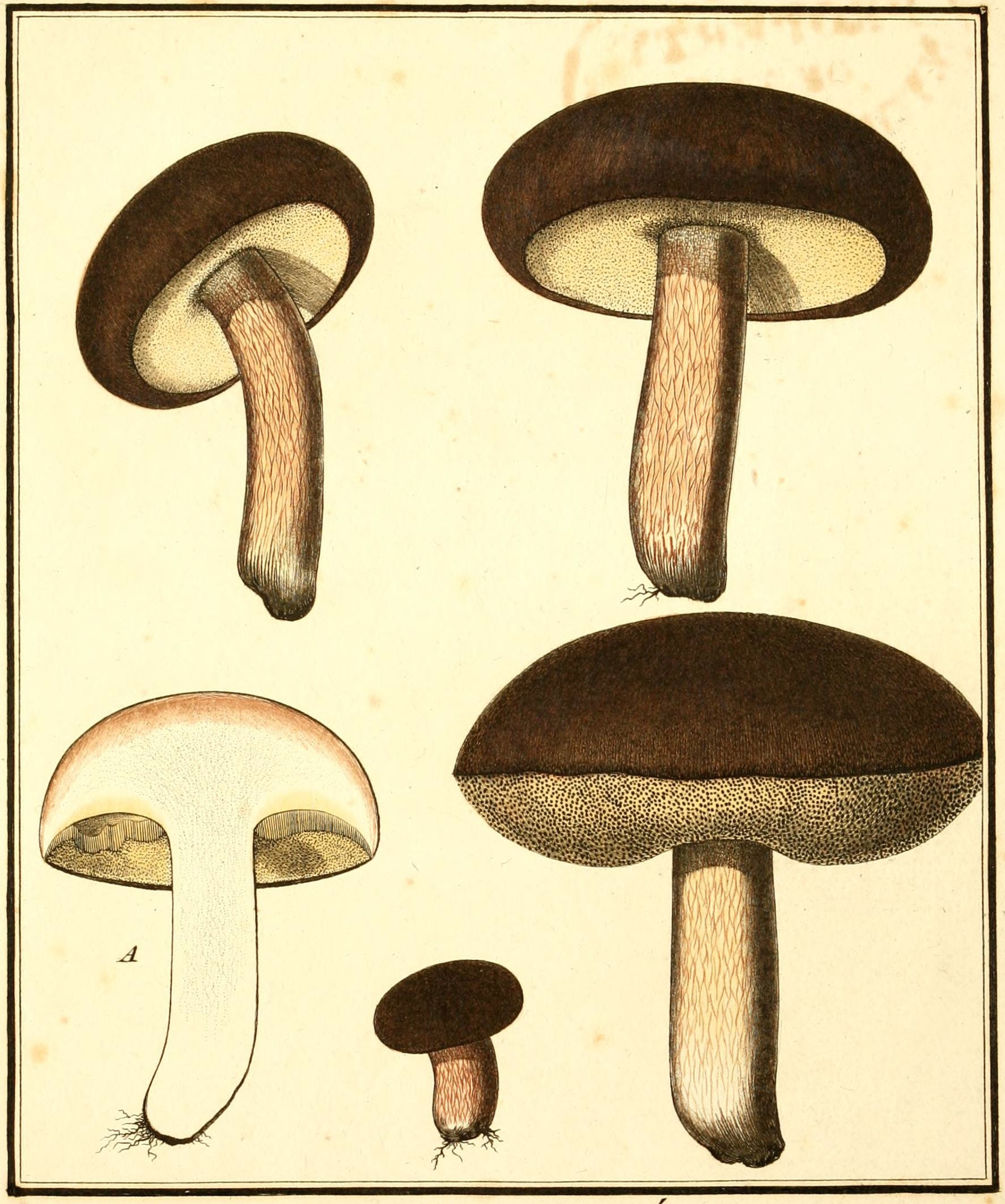
Гриб на малюнку Жана Батиста Франсуа Бульярда «Champignon de la France» 1789 року.

## Використання
Хороший їстівний гриб, інтенсивно збирається в Італії та Іспанії, продається в магазинах Європи в свіжому, замороженому та сухому вигляді. За свої якості цінується гурманами більше, ніж Boletus edulis.

## Охорона
Вид ніде не зустрічається часто. Занесений у Червоні книги Норвегії, Данії, України, Чорногорії та охороняється у Молдові.